# Вулька-Храпановська
Вулька-Храпановська (пол. Wólka Chrapanowska) — село в Польщі, у гміні Ожарув Опатовського повіту Свентокшиського воєводства.
Населення — 80 осіб (2011).
У 1975-1998 роках село належало до Тарнобжезького воєводства.

## Демографія
Демографічна структура на день 31 березня 2011 року:
|          | Загалом | Допрацездатний вік | Працездатний вік | Постпрацездатний вік |
| -------- | ------- | ------------------ | ---------------- | -------------------- |
| Чоловіки | 43      | 9                  | 27               | 7                    |
| Жінки    | 37      | 2                  | 28               | 7                    |
| Разом    | 80      | 11                 | 55               | 14                   |